# Pellaea articulata
Pellaea articulata là một loài thực vật có mạch trong họ Adiantaceae. Loài này được (Kunze ex Spreng.) Baker miêu tả khoa học đầu tiên năm 1867.